# Campeonato de España Femenino 1972-73
El Campeonato de España Femenino 1972-73 corresponde a la 13.ª edición de dicho torneo. Se celebró entre el 11 y el 13 de mayo de 1973 en el Polideportivo Municipal de Alcoy. 
Para esta temporada, el Campeonato se disputa una vez terminada la liga entre los 7 primeros clasificados y el campeón de Canarias. La competición se disputa por cuartos de final, semifinales y final en Alcoy, y el campeón se clasifica para la Recopa 1973-74.

## Cuadro
|  | Quinto puesto     | Quinto puesto  |                |                   | 5º al 8º puesto   | 5º al 8º puesto |                    |            | Cuartos de final   | Cuartos de final |              |                    | Semifinales   | Semifinales   |  |  | Final             | Final             |
|  |                   |                |                |                   |                   |                 |                    |            |                    |                  |              |                    |               |               |  |  |                   |                   |
|  |                   |                |                |                   |                   |                 |                    |            | 11 de mayo         |                  |              |                    |               |               |  |  |                   |                   |
|  |                   |                |                |                   |                   |                 |                    |            |                    |                  |              |                    |               |               |  |  |                   |                   |
|  | 13 de mayo        | 13 de mayo     |                |                   | 12 de mayo        | 12 de mayo      |                    |            | C. E. Ignis-Mataró | 51               |              |                    | 12 de mayo    | 12 de mayo    |  |  | 13 de mayo, 11:30 | 13 de mayo, 11:30 |
|  | 13 de mayo        | 13 de mayo     |                |                   | 12 de mayo        | 12 de mayo      |                    |            | C. E. Ignis-Mataró | 51               |              |                    | 12 de mayo    | 12 de mayo    |  |  | 13 de mayo, 11:30 | 13 de mayo, 11:30 |
|  | 13 de mayo        | 13 de mayo     |                |                   | 12 de mayo        | 12 de mayo      | Tabacalera Coruña  | 34         |                    |                  |              |                    | 12 de mayo    | 12 de mayo    |  |  | 13 de mayo, 11:30 | 13 de mayo, 11:30 |
|  | 13 de mayo        | 13 de mayo     |                | Tabacalera Coruña | 45                |                 | Tabacalera Coruña  | 34         |                    |                  |              | C. E. Ignis-Mataró | 54            |               |  |  | 13 de mayo, 11:30 | 13 de mayo, 11:30 |
|  | 13 de mayo        | 13 de mayo     | 11 de mayo     | Tabacalera Coruña | 45                |                 |                    |            |                    |                  |              | C. E. Ignis-Mataró | 54            |               |  |  | 13 de mayo, 11:30 | 13 de mayo, 11:30 |
|  | 13 de mayo        | 13 de mayo     |                |                   | Águilas Schweppes | 29              |                    |            | CREFF Girona       | 43               |              |                    |               |               |  |  | 13 de mayo, 11:30 | 13 de mayo, 11:30 |
|  | 13 de mayo        | 13 de mayo     | CREFF Girona   | 48                | Águilas Schweppes | 29              |                    |            | CREFF Girona       | 43               |              |                    |               |               |  |  | 13 de mayo, 11:30 | 13 de mayo, 11:30 |
|  | 13 de mayo        | 13 de mayo     | CREFF Girona   | 48                |                   |                 |                    |            |                    |                  |              |                    |               |               |  |  | 13 de mayo, 11:30 | 13 de mayo, 11:30 |
|  | 13 de mayo        | 13 de mayo     |                |                   | Águilas Schweppes | 37              |                    |            |                    |                  |              |                    |               |               |  |  | 13 de mayo, 11:30 | 13 de mayo, 11:30 |
|  | Tabacalera Coruña | 37             |                |                   | Águilas Schweppes | 37              | C. E. Ignis-Mataró | 39         |                    |                  |              |                    |               |               |  |  |                   |                   |
|  | Tabacalera Coruña | 37             | 11 de mayo     |                   |                   |                 | C. E. Ignis-Mataró | 39         |                    |                  |              |                    |               |               |  |  |                   |                   |
|  | Celta de Vigo     | 40             |                |                   | Picadero J. C.    | 46              |                    |            |                    |                  |              |                    |               |               |  |  |                   |                   |
|  | Celta de Vigo     | 40             | CREFF Madrid   | 59                | Picadero J. C.    | 46              |                    |            |                    |                  |              |                    |               |               |  |  |                   |                   |
|  |                   |                | CREFF Madrid   | 59                | 12 de mayo        | 12 de mayo      | 12 de mayo         | 12 de mayo |                    |                  |              |                    |               |               |  |  |                   |                   |
|  |                   |                | OM Tenerife    | 42                | 12 de mayo        | 12 de mayo      | 12 de mayo         | 12 de mayo |                    |                  |              |                    |               |               |  |  |                   |                   |
|  | Séptimo puesto    | Séptimo puesto | OM Tenerife    | 42                | OM Tenerife       | 38              |                    |            |                    |                  | CREFF Madrid | 21                 | Tercer puesto | Tercer puesto |  |  |                   |                   |
|  | Séptimo puesto    | Séptimo puesto | 11 de mayo     |                   | OM Tenerife       | 38              |                    |            |                    |                  | CREFF Madrid | 21                 | Tercer puesto | Tercer puesto |  |  |                   |                   |
|  | 13 de mayo        | 13 de mayo     |                |                   | Celta de Vigo     | 60              |                    |            | Picadero J. C.     | 36               |              |                    | 13 de mayo    | 13 de mayo    |  |  |                   |                   |
|  | Águilas Schweppes | 31             | Picadero J. C. | 49                | Celta de Vigo     | 60              | CREFF Girona       | 24         | Picadero J. C.     | 36               |              |                    |               |               |  |  |                   |                   |
|  | Águilas Schweppes | 31             | Picadero J. C. | 49                |                   |                 | CREFF Girona       | 24         |                    |                  |              |                    |               |               |  |  |                   |                   |
|  | OM Tenerife       | 46             |                |                   | Celta de Vigo     | 40              |                    |            | CREFF Madrid       | 60               |              |                    |               |               |  |  |                   |                   |

### Final
| 13 de mayo de 1973, 11:30 | C. E. Ignis-Mataró                      | 39–46       | Picadero J. C.         |                                                                         |  |
|                           | Marcador por tiempos: 22–20, 17–26      |             |                        |                                                                         |  |
|                           | Estadísticas Martínez, Carmen Famada 10 | Reporte Pts | Estadísticas García 19 | Pabellón: Polideportivo Municipal, Alcoy Asistencia: 1.500 espectadores |  |

| Ganadoras del Campeonato de España Femenino 1972-73 |
| --------------------------------------------------- |
| Picadero J. C. 1º título                            |